# 毒魔復仇
《毒魔復仇》（英語：The Toxic Avenger）是一部1984年美國超級英雄喜劇血腥虐殺電影，由麥可·赫茲和勞埃德·考夫曼共同執導、監製，考夫曼也和喬·瑞特（Joe Ritter）共同撰寫劇本。考夫曼在該片掛名為「山繆·威爾」。該片由以低預算B級片而聞名的特羅馬娛樂製作和發行。故事描述一名虛弱的古怪清潔工遭到欺負後卻意外掉進有毒的化學廢料中，而使自己的外表變得像怪物般，但也因此獲得了強壯的力量，為此開始在市區中行俠仗義。由米基·柯恩（Mitch Cohen）、馬克·托爾格爾（Mark Torgl）、安德莉·米蘭達（Andree Maranda）和小帕特·萊恩主演。
《毒魔復仇》1984年5月在紐約市上映，但乏人問津。直到1985年底，該片在布利克街影院進行了長時間午夜電影放映後才受到了歡迎；之後，獲得成功反響的該片推出了許多周邊產品（如玩具）及衍生作，包括三部續集、一齣舞台音樂劇、一款電子遊戲和一部兒童電視動畫，主角毒魔復仇者更成為特羅馬的吉祥物。隨著時間推進，《毒魔復仇》獲得了邪典追捧的地位。

## 劇情
馬文·佛瑞德是一個典型的虛弱怪咖，他在紐澤西州虛構的特羅馬市（Tromaville）的一家健身俱樂部擔任清潔工，但因他兩光的行徑而常引起客人的困擾。尤其是俱樂部的成員博佐、史盧格、汪達和茱莉，他們是一群暴力狂徒，並在某晚開車撞死一名騎自行車的小男孩，且還拍了其屍體的照片。有一天，他們欺騙馬文穿著粉色的蓬蓬裙到泳池旁親吻一隻羊而遭到眾人的嘲笑。馬文被追逐到俱樂部二樓的窗戶外，並掉落在停在門口的有毒廢料車的一桶毒物中，這使他全身著火並一路痛苦地跑回家中。在浴室中，受到有毒廢料感染的馬文突變成一個高大、強壯的可怕怪物。
某晚，由罪犯雪茄臉領導的一群毒販打算行賄一位名為奧克蘭西的警察。當他拒絕接受這筆錢時，雪茄臉和他的兩名同夥打算閹割他的生殖器。馬文即時現身殺死了罪犯，然後在他們的臉上留下一支拖把作為標記，藉此救了奧克蘭西一命。隔日，馬文試圖回家，但他的母親害怕他而不讓他進屋；這使馬文在垃圾場建造了一個臨時的住所。昨晚的事件登上了媒體版面，而使馬文被外界稱作「怪物英雄」（也被稱為「毒魔復仇者」或「毒魔」）並被譽為英雄。
當城市中某處的墨西哥餐廳遭到三名歹徒搶劫時，一位名為莎拉的盲女顧客被其中一人打算進行強暴，而她的導盲犬也被殺害。毒魔現身阻止並對他們進行了一場血腥的私刑。毒魔送莎拉回家，並在相互瞭解下而漸漸地產生曖昧的情愫。毒魔繼續打擊犯罪，包括毒販、未成年妓女的皮條客，同時也一一對陷害自己的博佐四人展開報復。首先，他在健身俱樂部將汪達放在加熱器上燙傷她的雙腿內側，並將茱莉追趕至地下室後用剪刀剃光了她的頭髮；之後，當博佐與史盧格殘酷地從一位老人的手中搶走一台車後，毒魔現身將史盧格拋出車外摔死，並讓博佐一路將車開往懸崖而亡。
隨著毒魔向市民提供援助，而使他的聲勢水漲船高，這也讓城市中最大宗的犯罪集團領導人——彼得·貝爾戈迪市長擔心自己會為此遭受威脅。另一方面，一群以雪茄臉為首的惡徒包圍著毒魔，但毒魔及時跳躍而起，而讓他們被彼此開的槍殺死。
當毒魔在一家乾洗店中殺了一個看似無辜的老太太（她實際上是地下人口販賣的領導者）後，市長利用這個機會打電話給國民警衛隊，以協助殺死毒魔。此時，毒魔對自己的成就感到害怕，他和莎拉決定離開這個城市，並在外邊的森林搭了一個帳篷。他們最終被市長發現，但在市長及國民警衛隊來殺他時，市民們表示反對（包括毒魔的母親）。當市長的邪惡被揭露時，毒魔徒手掏出對方的器官，看他是否有「任何膽量」。市長死後，毒魔受到大家的歡迎並繼續在特羅馬市打擊犯罪。

## 演員
- 米基·柯恩（Mitch Cohen）飾演毒魔復仇者（The Toxic Avenger）
  - 肯尼斯·凱斯勒（Kenneth Kessler）飾演毒魔復仇者的聲音
  - 馬克·托爾格爾（Mark Torgl）飾演馬文·佛瑞德三世（Melvin Ferd III）
- 安德莉·米蘭達（Andree Maranda）飾演莎拉（Sara）
- 小帕特·萊恩（英语：R. L. Ryan）飾演彼得·貝爾戈迪市長（Mayor Peter Belgoody）
- 迪克·馬丁森（Dick Martinsen）飾演奧克蘭西警官（Officer O'Clancy）
- 大衛·N·魏斯（英语：David N. Weiss）飾演警察局長
- 派屈克·基爾派屈克（英语：Patrick Kilpatrick）飾演勒羅伊（Leroy）

瑪麗莎·托梅在片中短暫出演一名在女性更衣室中看見毒魔而驚恐的女性；其鏡頭在正片中被刪減，僅出現於導演加長版中。而在片中飾演一名惡霸的演員瑞克·柯林斯（Rick Collins）也參與了後三部續集的演出。

## 製作
《毒魔復仇》是一部建立起特羅馬娛樂招牌及形象的電影，也是該公司的首部恐怖片作品。在此前，特羅馬主要大多在製作性喜劇，如《超级迪克》（1971年）和《三后一王》（1979年）。直到該片成功後才改主要製作恐怖片。
1975年，當時還在《洛基》（1976年）擔任前期製作監製的勞埃德·考夫曼想要拍攝一部涉及健身俱樂部的恐怖片。在坎城影展上，考夫曼讀了一篇文章，指出恐怖片已不再受到歡迎，因此考夫曼決定製作屬於自己版本的恐怖片。但《毒魔復仇》的成品不是一部真正的恐怖片，而是一部充滿靈性的超級英雄惡搞作，當中充滿了極端的暴力。該片在製作時以「健身俱樂部恐怖片」作為工作代稱。考夫曼在編劇喬·瑞特（Joe Ritter）的幫助下完成了其劇本。
起初，片中的主角馬文被稱為「怪物英雄」（The Monster Hero），但在後期製作中則改用「毒魔復仇者」（The Toxic Avenger）這個名字。
該片的主要拍攝是於1983年夏天起在紐澤西州的各處進行，包括澤西市、布恩頓、哈里森與拉塞福。

## 反響
《毒魔復仇》整體獲得了好評居多的反響。爛番茄網站根據20篇評論而持有70%的新鮮度，平均得分5.5／10；該網站共識：「一部愚蠢且粗俗的超級英雄惡搞，《毒魔復仇》不受約束的幽默成效之次數超越了其不足之處。」

## 衍生作
該片取得成功後相繼推出了續集《毒魔復仇2》（1989年）、《毒魔復仇3：毒魔最後的誘惑》（1989年）與《公民毒魔：毒魔復仇4》（2000年），以及重啟電影《毒魔》（2023年）。
《毒魔復仇》也推出了兒童取向的電視動畫《禁毒衛士》，劇中描述毒魔作為一個突變超級英雄團隊的領導者，並與邪惡的外星污染者戰鬥。《禁毒衛士》於1991年3月在Syndicated播出（美國），但只製作一季後便被取消。
1992年，該片推出了Game Boy、紅白機和Genesis平台的電子遊戲《禁毒衛士》。
改編自該片的舞台音樂劇《毒魔復仇》於2008年10月起開始在世界各地演出，並陸續獲得了多項榮譽的提名。

## 備註
1. ↑  當時掛名為「山繆·威爾」。

## 外部連結
- 官方网站
- 互联网电影数据库（IMDb）上《毒魔復仇》的资料（英文）
- Box Office Mojo上《毒魔復仇》的資料（英文）
- 爛番茄上《毒魔復仇》的資料（英文）
- 《毒魔復仇》 （页面存档备份，存于）在特羅馬娛樂電影數據庫